# Estany Tort de Peguera
L'estany Tort de Peguera és un llac glacial que es troba a la capçalera de la vall de Peguera, al vessant sud del Pirineu. La seva altitud és 2.113 metres, la seva superfície és de 10,4 hectàrees i té una capacitat de 0,76 hectòmetres cúbics. Forma part del Parc Nacional d'Aigüestortes i Estany de Sant Maurici, i pertany al terme municipal d'Espot, al Pallars Sobirà.
Per les ribes de l'estany passa el GR 11 així com el sender de la travessa Carros de Foc, el qual arriba al refugi Josep Maria Blanc; el refugi està ubicat en una petita península de l'estany.

## Obres hidroelèctriques
El nord est de l'estany està represat amb un sobreeixidor per augmentar la seva capacitat d'embassament. Una canalització soterrada construïda per Hidroelèctrica de Catalunya li traspassa aigua del proper estany Negre de Peguera, amb l'objectiu final d'enviar aigua de la conca del Peguera per alimentar la Central hidroelèctrica de Sant Maurici.